# Luigi Panigazzi
Luigi Panigazzi (Val di Nizza, 5 febbraio 1925 – Val di Nizza, 12 maggio 2021) è stato un politico e partigiano italiano.

## Biografia
Medico condotto, ex partigiano delle brigate garibaldine dell'Oltrepò, iscritto al PSI nel 1945, è stato Presidente della Provincia di Pavia dal 1972 al 1978, consigliere e assessore provinciale, sindaco di Val di Nizza dal 1962 al 1972. Nel 1975 divenne segretario della federazione provinciale del PSI pavese. Nel 1983 viene eletto senatore della Repubblica della IX legislatura nel collegio di Voghera; resta in carica fino al 1987. 
Si è spento nella sua abitazione di Poggio Ferrato, frazione nel comune di Val di Nizza (PV), all'età di 96 anni.